# Кева-даци
Кева-даци — национальное блюдо в бутанской кухне, основным компонентом которого является картофель. С языка дзонг-кэ кева переводится как «картофель», а даци — «сыр».

## Описание приготовления
Блюдо готовят из картофеля и сыра из коровьего молока.
Ингредиенты:
- картофель — 4 шт.
- сыр — 1/3 стакана
- лук — 1/4 стакана
- масло — 1 ч. ложка
- соль — 1 чайная ложка
- порошок перца чили — 1/2 чайной ложки

Картофель и сыр нарезают на мелкие кусочки. Кладут в кастрюлю вместе с маслом и солью, заливают водой и ставят на огонь. Когда картофель будет готов, добавляют сыр и лук.
Перед подачей на стол блюдо перчат.